# 大计
大計是明清考核地方官制度，每三年舉行一次。 布政司、按察使由督府寫出考語咨送吏部，吏部彙核具題請旨定奪。其他官員則由州、縣、府、道、司逐級考察，造冊申報督府，督府注考語後，繕寫彙冊送至吏部。大計亦依四格標準，分列等級，列一等者為卓異，知縣以上引見，得旨後加一級回任候升。其不合格者劾以「六法」，與京官同；貪酷者，特參。